# Estatuas móviles
Con el término «estatuas móviles» (en irlandés: «Bogadh na nDealbh») se denomina un fenómeno paranormal ocurrido el verano de 1985 en Irlanda, cuando varios testigos declararon que algunas estatuas de la Virgen María repartidas por diferentes puntos geográficos del país se movían de forma espontánea.

## Fenómeno
En Ballinspittle, condado de Cork (Irlanda), un testigo afirmó haber visto una estatua de la Virgen moverse a un lado de la carretera en julio de 1985. Acontecimientos similares fueron reportados poco después en Mount Melleray, condado de Waterford, así como en otras 30 localizaciones en todo el país, si bien no todas implicaban imágenes de la Virgen, puesto que en algunos casos el suceso tenía que ver con otras figuras divinas o de santos, las cuales aparecieron en forma de mancha en las paredes de numerosas iglesias, con miles de personas reuniéndose en muchos de estos lugares por curiosidad o para rezar (Ballinspittle llegó a ser visitado por hasta 100 000 personas). Por su parte, la Iglesia católica permaneció reticente y escéptica a este acontecimiento, llegando un obispo a declarar el fenómeno como «una ilusión».
La estatua de Ballinspittle resultó dañada por un grupo de manifestantes pentecostalistas contrarios a la idolatría, quienes la golpearon con martillos, si bien la misma fue reparada. Pese a que el interés por el fenómeno de las estatuas móviles (sobre el cual la BBC llegó a planear un documental en 2002) se desvaneció en poco tiempo, un pequeño grupo de fieles siguió rindiendo culto a este suceso durante algunos años, con uno de ellos viajando hasta Rusia por carretera con el objetivo de convertir al país.

## Explicación
El autor John D. Vose se propuso comprobar los hechos por sí mismo en su libro The Statues That Moved a Nation; entrevistó a varios testigos, quienes le hablaron de diversos acontecimientos milagrosos. Adicionalmente, un grupo de psicólogos de la Universidad de Cork (UCC) registró 31 lugares de apariciones y definió las visiones como ilusiones ópticas provocadas por mirar objetos fijamente a la luz del atardecer. Por su parte, otros expertos sostienen que el movimiento de las estatuas y otros fenómenos internacionales de este tipo, como la religión ovni y el movimiento ocultista, pueden definirse como una respuesta a la angustia existencial exacerbada por la Guerra Fría y otras causas de estrés social, aunque teniendo como principal fuente normas de carácter religioso, dinámicas familiares y rasgos psicológicos.
El antropólogo Peter Mulholland argumentó que el continuo papel de las apariciones marianas en la cultura popular de Irlanda constituye un reflejo de la inseguridad psicológica en gran parte derivada de experiencias adversas vividas en la infancia así como de una concatenación de factores históricos, culturales, políticos, religiosos y socioculturales.

## Actualidad
Una de las zonas donde se registró este fenómeno está a una distancia aproximada de un kilómetro de Ballinspittle, en la carretera de Kinsale. En un barranco se halla emplazada una gruta con una estatua a tamaño natural de la Virgen de Lourdes, caracterizada por una túnica blanca ceñida por un cinturón azul, la cual se sitúa en torno a 4 metros sobre la carretera, cercada a su vez por una balaustrada de hormigón en la que destaca en letras azules el mensaje «Yo soy la Inmaculada Concepción», estando la cabeza de la figura rodeada por pequeñas bombillas eléctricas en forma de aureola. Al otro lado del barranco hay una pendiente cubierta de hierba sin vallar con algunos bancos, mientras que al frente se halla una caja de color azul para donativos cerrada con dos candados. Una nota impresa junto a la gruta afirma que las continuas labores de conservación de la misma están destinadas a mantener la devoción a la Virgen María y a inspirar fe en los «meros transeúntes», sin realizar mención alguna a los fenómenos de 1985.